# Ніколас Діес
Ніколас Діес (ісп. Nicolás Diez, нар. 9 лютого 1977, Буенос-Айрес) — аргентинський футболіст, що грав на позиції півзахисника. По завершенні ігрової кар'єри — тренер. З 2020 року входить до тренерського штабу клубу «Расинг» (Авельянеда).

## Клубна кар'єра
Народився 9 лютого 1977 року в місті Буенос-Айрес. Вихованець футбольної школи клубу «Архентінос Хуніорс». Дорослу футбольну кар'єру розпочав 1993 року в основній команді того ж клубу, в якій провів три сезони, але основним гравцем не став і 1996 року перейшов у «Расинг» (Авельянеда), де грав до 2001 року з перервою на оренду в «Феррокаріль Оесте».
Згодом з 2001 по 2003 рік грав у складі французького «Геньона», після чого недовго виступав за колумбійський, «Депортіво Перейра», а з початку 2004 року став грати у Чилі, захищаючи кольори клубів «Евертон» (Вінья-дель-Мар) та «О'Хіггінс».
2009 року, транзитом через «Уніон» (Санта-Фе), Ніколас опинився у клубі «Депортіво Тачира», з яким став чемпіоном Венесуели, вигравши Апертуру 2009 року.
У 2010—2011 роках Діес пограв за інший венесуельський клуб «Мінерос де Гуаяна», а завершив професійну ігрову кар'єру у чилійському клубі «Ньюбленсе», за який виступав протягом другої половини 2011 року.

## Виступи за збірну
1997 року залучався до складу молодіжної збірної Аргентини, разом з якою брав участь у молодіжному чемпіонаті світу 1997 року в Малайзії, де здобув золоті нагороди.

## Кар'єра тренера
По завершенні кар'єри гравця у 2012 році Ніколас увійшов до тренерського штабу збірної Чилі аргентинського тренера Хорхе Сампаолі, де разом із іншим аргентинцем Себастьяном Беккасесе став помічником. Діес працював на посаді до кінця 2015 року і за цей час збірна вийшла на чемпіонат світу 2014 року та вперше у історії виграла Кубок Америки у 2015 році.
На початку 2016 року Беккасесе покинув тренерський штаб і очолив «Універсідад де Чилі», взявши собі у помічники і Діеса. В подальшому Ніколас Діес продовжив працювати у штабі Беккасесе і у його наступних клубах — «Дефенса і Хустісія», «Індепендьєнте» (Авельянеда) та «Расинг» (Авельянеда), а також працював у молодіжній та національній збірних Аргентини, де знову був помічником разом із Беккасесе у тренерському штабі Хорхе Сампаолі.

## Досягнення
- Чемпіон світу (U-20): 1997
- Чемпіон Венесуели (1): Апертура 2009